# Österreichische Gesellschaft für Schlafmedizin und Schlafforschung
Die Österreichische Gesellschaft für Schlafmedizin und Schlafforschung (ÖGSM) ist eine wissenschaftliche Fachgesellschaft, die sich die Erforschung des Schlafes und seiner Störungen zum Ziel gesetzt hat.
Der vollständige Name des Vereins mit Sitz in Innsbruck lautet „Österreichische Gesellschaft für Schlafmedizin und Schlafforschung (ÖGSM) – Austrian Sleep Research Association (ASRA)“. Er ist im Zentralen Vereinsregister unter der ZVR-Zahl 464486661 verzeichnet.
Die Zeitschrift „Somnologie“ ist seit 2008 das offizielle Organ der ÖGSM.

## Ziele
Ziel des Vereins ist die Förderung der Schlafforschung sowie der Diagnostik und Behandlung von Schlafstörungen in Österreich wozu auch wissenschaftliche Tagungen zum interdisziplinären Erfahrungsaustausch, Medienarbeit und die Herausgabe von Informationsschriften gehören. Die Tätigkeit des Vereins ist nicht auf Gewinn gerichtet.

## Tätigkeiten
Die ÖGSM betreibt seit 1998 ein Verfahren zur Akkreditierung von Schlaflaboren mit dem Ziel der Qualitätssicherung dieser Einrichtungen. Bei dem Verfahren werden personelle, räumliche, apparative und strukturelle Voraussetzungen berücksichtigt. Das Verfahren entspricht denen von ESRS und der DGSM mit kleinen landesspezifischen Anpassungen. Derzeit sind 31 Schlaflabore akkreditiert, darunter drei Kinderschlaflaboratorien in Graz, Villach und Wien (Stand Dezember 2011).

## Historie
Der Verein wurde im Anschluss an eine internationale Tagung am 2. Oktober 1991 gegründet. Gründungspräsident war Josef Zeitlhofer.

## Organisation
Die ordentliche Mitgliedschaft setzt gemäß den Statuten voraus, dass sich die Person nachweislich und aktiv mit der Schlafforschung oder Schlafmedizin beschäftigt und mit der wissenschaftlichen Methodik der Schlafforschung und Schlafmedizin vertraut ist. Daneben ist die außerordentliche, die korrespondierende, die fördernde und die Ehrenmitgliedschaft geregelt. Das Präsidium bestehend aus dem Vorstand sowie Beiräten.
Präsident ist seit dem 28. April 2012 Wolfgang Mallin vom Landeskrankenhaus Hörgas-Enzenbach. Der Verein hat etwa 200 Mitglieder (Stand Dezember 2011).